# Antonio Morales Méndez
Antonio Morales Méndez (Agüimes, 1956) es un político español, miembro del partido político Roque Aguayro. Fue alcalde del ayuntamiento de Agüimes entre 1987 y 2015. Es fundador de la Mancomunidad del Sureste de Gran Canaria, de la que fue presidente durante varios años. En 2015 fue nombrado presidente del Cabildo de Gran Canaria, siendo reelegido en 2019.

## Biografía
Estudió educación primaria y secundaria en su pueblo natal, posteriormente se licenció en Geografía e Historia y se especializó en Historia del Arte en la Universidad de La Laguna.
En 1987 es elegido alcalde de Agüimes en representación del Grupo Roque Aguayro. Creó la Mancomunidad del Sureste, a la que pertenece desde 1990. Ha sido premidado por parte de organismos nacionales e internacionales por su labor, principalmente en el ámbito medioambiental.
Es, desde junio de 2015, presidente del Cabildo Insular de Gran Canaria en representación de Nueva Canarias.
En mayo de 2019, resultó reelegido para su cargo como presidente del Cabildo, fuertemente reñida la plaza con Luis Ibarra, candidato socialista.

## Obras
Ha publicado cuatro libros: «Reflexiones Compartidas», «Nos Faltan Luces. Reflexiones sobre un nuevo modelo energético», «Tiempos difíciles. Apuntes para repensar la democracia» y «Energía, poder y clima», además de numerosos artículos en distintos medios de comunicación y revistas especializadas.